# Tunnel Helsinki-Tallinn
Le tunnel Helsinki-Tallinn (finnois : Helsinki–Tallinna-rautatietunneli, estonien : Tallinna ja Helsingi vaheline tunnel) est un projet de tunnel ferroviaire sous-marin  qui traverserait le golfe de Finlande pour relier Helsinki la capitale de la Finlande et Tallinn la capitale de l'Estonie,. Ce tronçon fait partie du projet Rail Baltica.

## Situation
Helsinki et Tallinn sont séparées par environ 80 km. Le trajet se fait habituellement en bateau et dure une heure et demie. Chaque année, 7,5 millions de traversées ont lieu. La voie terrestre fait 750 km et passe par la Russie, qui ne fait pas partie de l'Union européenne.

## Le projet
Le maire d'Helsinki Jussi Pajunen et le maire de Tallinn Edgar Savisaar ont signé un accord concernant les études de faisabilité de la construction du tunnel le 28 mars 2008.
La longueur du tunnel dépendrait du choix de l'itinéraire, l'itinéraire le plus court aurait une longueur sous-marine de 50 km. 
Le projet est fortement appuyé par Edgar Savisaar et Jussi Pajunen les maires de Tallinn et de Helsinki. Chaque ville a promis d'investir 100 000 € pour les études préliminaires même si les ministres compétents pour chaque pays ont refusé tout financement. Il a été évoqué de faire une demande auprès de l'Union européenne pour financer une étude détaillée avec un montant estimé entre 500 000 et 800 000 €.
Le 13 janvier 2009, des journaux indiquent que la demande faite à l'Union européenne dans le cadre du programme Interreg pour les études préalables a été rejetée. Un expert du département des affaires internationales de la Ville d'Helsinki a laissé entendre que cela pourrait être dû à des tensions politiques en Estonie, entre l'administration nationale et la ville de Tallinn qui sont contrôlés par des partis politiques rivaux. Toutefois on dit que les deux capitales étudient des investissements propres .

### Caractéristiques techniques
Le tunnel serait à 215 mètres sous le niveau de la mer. D'une longueur de 103 km, il serait le plus long du monde.

## Coûts et financements
Les premières estimations du coût du tunnel allaient d'environ 1 milliard € pour un tunnel pour les seules marchandises à plusieurs milliards d'euros pour un tunnel permettant l'accès aux passagers. 
Le bénéfice économique serait très important à la fois en termes d'intégration économique entre les deux villes (Copenhague et Malmö sont données en exemple) mais aussi dans le cadre plus large d'une liaison ferroviaire plus pratique entre le sud de la Finlande et les États baltes, mais aussi entre la Finlande et le reste de l’Europe par l'intermédiaire du Rail Baltica pour les marchandises. 
Géopolitiquement, le tunnel relierait deux régions proches mais séparées de l'Union européenne, évitant de passer par la Russie, ou d'utiliser des liaisons aériennes ou maritimes. 
Toutefois la création du tunnel, permettant de mieux relier la Finlande à des pays de l'OTAN, pourrait être jugée problématique par les dirigeants politiques russes.
La première étude de faisabilité est présentée en février 2015.
L'étude présente cinq parcours possibles, le parcours qui est présenté comme étant le plus pratique est le trajet Pasila–Muuga–Ülemiste. 
Cette solution offrirait les temps de trajet les plus courts entre Helsinki et Tallinn, et les meilleures possibilités de correspondances avec les transports régionaux à chaque extrémité du tunnel. 
Dans cette hypothèse, la longueur totale du tunnel serait de 85 kilomètres, ce qui en ferait le tunnel le plus long au monde.
En effet en 2016, le tunnel ferroviaire le plus long au monde est le tunnel de base du Saint-Gothard qui mesure 57 km.
L'étude de faisabilité évalue le coût du projet entre 13 et 20 milliards d'euros,.
Le projet est estimé être financièrement faisable si l'Union européenne prend en charge au moins 40 pour cent des coûts, le reste étant partagé entre la Finlande, l'Estonie et les deux capitales (en comparaison, le projet Rail Baltica est financé à 85 pour cent par l'Union européenne).
Au début 2016, la Finlande et l'Estonie signent un accord de coopération dans les transports comportant une partie sur la continuation des études concernant le tunnel.
En juin 2016, l'Union européenne accorde moins d'un million d’euros pour déterminer la rentabilité d’une liaison en tunnel.
Le rapport est publié début 2018.
En décembre 2018,  il est annoncé que le projet a reçu un financement de 100 millions d'euros d'ARJ Holding Ltd de Dubaï.
Le 26 avril 2021, les gouvernements de Finlande et d'Estonie signent un protocole d’accord sur les transports qui leur permettra de recevoir des financements européens.
Le 8 février 2024, la ministre finlandais de la communication et des transports Lulu Ranne affirmait au quotidien estonien Postimees que le tunnel demeurait un projet irréaliste et non planifié dans l'agenda de son gouvernement.

## Études
- (fi + en) Usko Anttikoski, « Fixed transport connections across the Baltic from Finland to Sweden and Estonia. Preliminary feasibility assessment » [PDF], 2007 (consulté le 28 décembre 2011)
- (en) « Emerald, Vision 2050, Greater Helsinki Vision 2050 – International Ideas Competition » [archive du 1er avril 2010], 2007 (consulté le 28 décembre 2011)
- (en) Ilkka Vähäaho, Pekka Raudasmaa, « Etude de faisabilité pour le tunnel ferroviaire Helsinki–Tallinn l » [archive du 11 juin 2011] [PDF], Division géotechnique du département immobilier de la Ville d'Helsinki, 2008 (consulté le 28 décembre 2011)
- (en) Jaakko Blomberg et Gunnar Okk, Opportunités de coopération entre l'Estonie et la Finlande 2008, Bureau du premier ministre de Finlande, 2008 (ISBN 978-952-5631-72-2, lire en ligne)